# Bernard Maris
Bernard Maris (Tolosa de Llenguadoc, 1946 - París, 2015) va ser un economista, escriptor i periodista francès. Va ser una de les víctimes del tiroteig que va tenir lloc a la seu de la publicació Charlie Hebdo.

## Biografia
Diplomat en Ciències Polítiques per l'Institut d'estudis polítics de Tolosa de Llenguadoc en 1968, Bernard Maris es va doctorar posteriorment en Ciències Econòmiques a la universitat de Tolosa de Llenguadoc en 1975. Professor ajudant primer, va passar a ser professor titular al setembre de 1994 en l'Institut d'estudis polítics. També va exercir de professor en l'Institut d'estudis europeus de la universitat París-VIII, i la Universitat d'Iowa (Estats Units) on va impartir classes de microeconomia.
Com a periodista va col·laborar amb diverses publicacions com Marianne, Le Nouvel Observateur, Le Figaro Magazine, Le Monde i Charlie Hebdo, on usava el pseudònim d'«Oncle Bernard» (oncle Bernard). En aquest setmanari, del qual va ser d'un dels seus refundadors i accionistes en 1992, va ocupar el càrrec de director adjunt fins a 2008.
En l'emissora de ràdio France Inter dirigia una crònica setmanal titulada "J'ai tout compris à l'économie" i participava en debats sobris temes d'actualitat econòmica. De naturalesa similar eren les seves intervencions en les cadenes de televisió E-Télé i France 5 en programes com I'a pas que le CAC i C dans l'air respectivament.
El 21 de desembre de 2011, el president del Senat ho va nomenar membre del consell general del Banc de França.
El 7 de gener de 2015 va morir l'atemptat que va tenir lloc a la seu de la publicació Charlie Hebdo on treballava.

## Publicacions

### Economia
- Éléments de politique économique : l'expérience française de 1945 à 1984, 1985
- Des économistes au-dessus de tout soupçon ou la grande mascarade des prédictions, 1990
- Les Sept Péchés capitaux des universitaires, 1991
- Jacques Delors, artiste et martyr, 1993
- Parlant pognon mon petit, 1994
- Ah Dieu ! que la guerre économique est jolie ! 1998, juntament amb Philippe Labarde
- Keynes ou l'économiste citoyen, 1999
- Lettre ouverte aux gourous de l'économie qui nous prennent pour des imbéciles, 1999
- La Bourse ou la vie - La grande manipulation des petits actionnaires 2000, amb Philippe Labarde
- Malheur aux vaincus : Ah, si les riches pouvaient rester entre riches 2002, amb Philippe Labarde.
- Antimanuel d'économie : Tome 1, les fourmis, Bréal, 2003
- Antimanuel d'économie : Tome 2, les cigales, Bréal, 2006
- Gouverner par la peur 2007, amb Dakhli Leyla, Roger Sue i Georges Vigarello.
- Petits principes de langue de bois économique, 2008
- Capitalisme et pulsión de mort, 2009, con Gilles Dostaler
- Marx, ô Marx, pourquoi m'as-tu abandonné?, editorial Les Échappés, 2010
- Plaidoyer (impossible) pour les socialistes, Albin Michel, 2012

### Assaig
- L'Homme dans la guerre. Maurice Genevoix face à Ernst Jünger, Grasset, 2013

### Novel·les
- Pertinents Questions morals et sexuelles dans le Dakota du Nord, Albin Michel, 1995
- L'Enfant qui voulait être muet, 2003
- Le Journal, 2005